# Райович, Цветко
Цветко Райович (серб. Цветко Рајовић; 1793, Вуковичи — 4 мая 1873, Белград) — сербский предприниматель, юрист, судья, дипломат и политик; занимал посты министра внутренних дел, министра иностранных дел и премьер-министра Княжества Сербия.

## Биография
Цветко Раевич родился накануне Цвети в 1793 году в деревне Вуковичи недалеко от Требинье. Ещё когда он был мальчиком, на его дом напал ага с несколькими людьми, но его отец успешно защитил дом, убил агу и после этого бежал с сыном через горы в Голубовичи в Паштровичах в Котарском заливе.
Райович уехал из Паштровича в Риеку, где торговал его старший брат, который отправил его в школу в Оточаце в 1805 году, а в 1807 году мальчик перешел в школу в Сень, где выучил немецкий и итальянский языки. Из-за франко-австрийской войны в 1810 году он переехал с братом в Земун, где выучил греческий язык. После этого Цветко переехал в Белград, где другой его брат владел магазином.
В 1811 году он был призван в сербскую армию, где хорошо научился военному ремеслу у русских офицеров. Когда Первое сербское восстание было подавлено, Райович бежал в Срем, а затем в Триест и Венецию, где ненадолго стал моряком. Затем он отправился в Вену, а в 1815 году в Одессу, где был принят с хорошими рекомендациями сербскими купцами. Они торговали продуктами питания, но поскольку цены на продукты питания резко упали в 1818 году, он потерял все свои деньги. После этого он вернулся в Белград, где вместе с братом вел торговлю зерном до 1825 года.
Поступил на службу к Еврему Обреновичу в качестве секретаря, а затем перешел на ту же должность к князю Милошу Обреновичу; он был секретарем княжеской канцелярии с 28 октября 1828 по 12 мая 1831 года. В 1829 году князь Милош отправил его с дипломатической миссией в Валахию, к генералу Киселёву и графу Дибичу-Забалканскому, а в 1830 году (вместе с Аврамом Петрониевичем) отправил его в столицу Российской империи Санкт-Петербург ко двору императора Николая I. Российский император передал принцу, что он должен дать народу конституцию и в честь этого визита наградил Райовича орденом Святого Владимира IV степени. В ходе пребывания в России, послы купили новую типографию, которая позволила в начале 1834 года начать издавать официальную газету «Новине сербске» под редакцией Дмитрия Давидовича. Цветко Раевич был также членом комиссии, которая писала законы.
Некоторое время он был губернатором Белграда и председателем Белградского народного суда. Дважды был назначен директором белградской полиции: в 1831 и 1838 годах. Когда в 1835 году вспыхнуло восстание Милеты, Цветко Райович был в то время управляющим города Белграда, и, узнав о восстании, похвалил восставших и упрекнул князя. Князь Милош приказал арестовать его и казнить по дороге в Пожаревац, но этому намерению помешал Еврем Обренович.
После провозглашения Сретенской конституции 15 февраля 1835 года он был назначен членом Государственного совета, но когда 11 апреля действие конституции было приостановлено, Райович в состав реорганизованного Совета не вошёл.
Позднее Райович занимал посты министра внутренних дел, министра иностранных дел и премьер-министра Княжества Сербия.
Цветко Райович умер 4 мая 1873 года в городе Белграде.